# 巨愛爾斗蛸科
巨愛爾斗蛸科（學名：Megaleledonidae）是無翅亞目章魚總科下的一個科，本來被認為是章魚科下的一個亞科，但現在被提升為獨立的科。

## 繁殖機制
巨愛爾斗蛸最明顯的共同特徵在於牠們相較於其他生存於熱帶海域的章魚擁有更少且體型較大的幼生與卵。並且，卵中的胚胎發育十分緩慢，佔據了牠們生命週期的大多時間，可維持數個月至數年之久。

## 下属分类
本科包括以下属：
- 艾愛爾斗蛸屬 Adelieledone Allcock, Hochberg, Rodhouse & Thorpe, 2003，阿黛利爱尔蛸属
- 深海紫蛸屬 Bathypurpurata Vecchione, Allcock & Piatkowski, 2005
- 深海愛爾斗蛸屬 Bentheledone Robson, 1932
- 谷蛸屬 Graneledone Joubin, 1918
- 巨愛爾斗蛸屬 Megaleledone Iw. Taki, 1961
- 微愛爾斗蛸屬 Microeledone Norman, Hochberg & Boucher-Rodoni, 2004
- 近愛爾斗蛸屬 Pareledone Robson, 1932
- 極深蛸屬 Praealtus Allcock, Collins, Piatkowski & Vecchione, 2004
- 四片愛爾斗蛸屬 Tetracheledone Voss, 1955
- 奇愛爾斗蛸屬 Thaumeledone Robson, 1930
- 天使蛸屬 Velodona Chun, 1915
- 沃氏愛爾斗蛸屬 Vosseledone Palacio, 1978